# Ben Radis
Ben Radis, de son vrai nom Rémi Bernardi, né le 4 mai 1956, est un dessinateur de bande dessinée.

## Biographie
Il est le dessinateur de nombreux albums créés en collaboration avec la scénariste Dodo depuis les années 1980, notamment la série des Closh et les albums de Max et Nina.
Ben Radis se caractérise par les têtes animalières de ses personnages, une particularité qu'il partage notamment avec le dessinateur Jano, avec lequel il a travaillé à de nombreuses reprises.

## Principales publications
- Les closh, avec Dodo

1. Paris skouille-t-il ?, Les Humanoïdes associés, 1981
2. Closh en stock, Les Humanoïdes associés, 1982
3. Coco Night, Les Humanoïdes associés, 1983
4. Rock around the Closh, Les Humanoïdes associés, 1984
5. Les Closh au flop 50, Les Humanoïdes associés, 1989
6. Le Grand Karma, Les Humanoïdes associés, 1993

- Gomina, avec Dodo

1. La nuit porte conseil, Les Humanoïdes associés, 1983
2. Le point du jour, Albin Michel, 1987

- Teddy et Billy, avec Dodo et Philippe Vuillemin, Les Humanoïdes associés, 1986

- Bonjour les Indes[1], avec Jano et Dodo, éditions de La Sirène, 1991

- Suivez le bébé, avec Dodo, Les Humanoïdes associés, 1993

- Il était une fois…, adaptation de Boucle d'or, 1995

- Max et Nina

1. Y'a de l'amour !, Albin Michel, 1997[2].
2. Pour le meilleur et pour le pire, Albin Michel, 2002[3].
3. Rien que du bonheur, Albin Michel, 2003[4].
4. La vie en rose, Albin Michel, 2004.
5. Ça n'arrive qu'aux autres, Vent des savanes, 2007.
6. Quitte ou double, Drugstore, 2012.
7. Home, sweet home, Glénat, 2014.

- Sur la route des 70's, Les Humanoïdes associés, 2000

## Prix
- 1994 : Alph-Art humour au festival d'Angoulême pour Les Closh t. 6 (avec Dodo)